# 岩波現代文庫
岩波現代文庫（いわなみげんだいぶんこ）は、岩波書店が刊行する文庫シリーズ。2000年に創刊。内容によって、学術（青）、文芸（赤）、社会（緑）の3つに分類される。

## 概要
日本や世界各国の文学作品や、古典の学術書を扱っている岩波文庫と異なり、岩波書店で20世紀後半以降に出版された文学作品・学術書関連の単行本、「岩波同時代ライブラリー」（1990年 - 1998年に350冊刊行）、また他社で出版されて品切絶版となった単行本・文庫も多く復刊している。現代文庫で品切後に岩波文庫で改訂再刊もある（例：パサージュ論）。
名著を現代に甦らせ、21世紀に生きる術をそこから見出してもらいたいという願いを込めて刊行されている。